# Antoine Veil

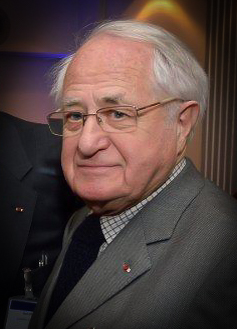
Antoine Veil (April 2013)

Antoine Veil (* 28. August 1926 in Blâmont, Département Meurthe-et-Moselle; † 11. April 2013 in Paris) war ein französischer Manager, hoher Staatsbeamter und Autor. Er war der Ehemann der Politikerin Simone Veil.

## Leben und Wirken

### Geburt und Jugend
Antoine Veil kam 1926 in Blâmont im Département Meurthe-et-Moselle zur Welt, wo seine Familie eine Textilfabrik besaß. Simone Veil beschrieb später in ihrer Autobiografie Une vie (2007) die Eltern ihres Ehemanns als „asketisch, aber von großer menschlicher Qualität“, die wie ihren eigenen Eltern „nichtreligiöse, sehr kultivierte  Juden“ gewesen seien, „verliebt in Frankreich und ihm aufgrund ihrer Integration verpflichtet“. Während der deutschen Besetzung Frankreichs im Zweiten Weltkrieg flohen nach derselben Quelle zunächst Antoine Veil, dann der Rest seiner Familie über Grenoble in die Schweiz.
Während der Befreiung Frankreichs trat Antoine Veil ins Militär ein. Nach seiner Entlassung begann er im Herbst 1945 ein Studium an der renommierten Hochschule Sciences Po in Paris.

### Familie
Im Winterurlaub in den Alpen Anfang 1946 lernte der 19-jährige Antoine Veil seine ein Jahr jüngere Kommilitonin Simone Jacob näher kennen. Das Paar heiratete im Herbst desselben Jahres. Ende 1947 wurde ihr Sohn Jean geboren, 13 Monate darauf ein zweites Kind, Claude-Nicolas (1949–2002), 1954 schließlich ein dritter Sohn, Pierre-François. Jean und Pierre-François Veil ergriffen später den Beruf des Rechtsanwalts.

### Eintritt in Politik und Karriere alsHaut fonctionnaire
1947 nahm Antoine Veil eine Stellung als Attaché im Stab des Ministers Pierre-Henri Teitgen an, 1948 eine Position bei dem damaligen Finanz-Staatssekretär Alain Poher. Als Poher ein Jahr später Kommissar für deutsche und österreichische Angelegenheiten wurde, folgten ihm Antoine und Simone Veil nach Deutschland, wo Antoine Veil mehrere konsularische Posten in Folge bekleidete, bis er 1953 die Aufnahmeprüfung für die Hochschule École nationale d’administration (ENA) bestand.
Nach seinem Studium an der ENA (bis 1955) wurde er Inspecteur des finances und arbeitete in mehreren Ministerien, darunter bei Joseph Fontanet, Staatssekretär für Industrie und Handel und später Gesundheitsminister.

### Tätigkeiten in Wirtschaftsunternehmen
Mit Beginn der 1960er Jahre wendete sich Veil im Wesentlichen der Wirtschaft zu, insbesondere dem Transportwesen, wenngleich er weiterhin in der Politik tätig blieb. Seit 1963 war er für den französischen Reederverband tätig. 1971 wurde er Generaldirektor der Fluggesellschaft Union de Transports Aériens (UTA). Diesen Posten verließ er 1980. Anschließend wurde er Präsident der Société pour le développement du transport aérien en Afrique (Sodetra). 1982 wurde er Président-directeur général (PDG) des zur Matra-Gruppe gehörenden Unternehmens Manurhin. Weiterhin war er tätig als PDG von Matra Transport (heute Siemens Mobility) und Präsident der Société pour le financement de la production cinématographique et audiovisuelle (Sofica-Valor).
1985 übernahm er als Administrateur délégué die Leitung des Reiseunternehmens Compagnie Internationale des Wagons-Lits et du Tourisme, in dem er umfangreiche Umstrukturierungen veranlasste und wechselseitige Kapitalbeteiligungen mit anderen Unternehmen und Investitionsfirmen ins Leben rief. Nach dem Scheitern eines von ihm 1989 erarbeiteten Projekts der Fusion mit der Reisesparte von Havas (später von der Thomas Cook Group übernommen) an der Uneinigkeit der Aktionäre gab er in demselben Jahr die Tätigkeit für Wagons-Lits auf.
Seit 2008 und bis zu seinem Tode gehörte Antoine Veil dem Aufsichtsrat von Havas an und war Vorsitzender des Strategiekomitees von dessen Mutterkonzern Bolloré.

### Politische Ämter seit den 1960er Jahren; politische Positionen
1966 wurde er Mitglied des Leitungskomitees (Comité directeur) der politischen Bewegung Centre démocrate. 1971 wurde er für deren Ablegerpartei Centre démocratie et progrès (CDP) in den Stadtrat von Paris gewählt und bei den Wahlen 1983 im Amt bestätigt. 1976 zog er in den Regionalrat der Île-de-France ein, ein Jahr später wiederum als Conseiller municipal in den Pariser Stadtrat.
Als Gegner der Polarisierung der Politik in zwei Lager gründete Antoine Veil Anfang der 1980er Jahre den Club Vauban, eine Gruppe, die Angehörige der politischen Linken wie Rechten umfasste. Veil war überzeugter Anhänger der europäischen Integration und bedauerte bereits Anfang der 1990er Jahre, dass diese nicht konsequenter vorangetrieben worden sei:

« Les gens de ma génération porteront devant l’histoire le regret et la responsabilité d’avoir manqué cette intégration à un moment où la température de fusion des composants permettait sans doute de la réaliser. »

„Die Menschen meiner Generation werden vor der Geschichte das Bedauern und die Verantwortung dafür tragen, diese Integration zu einem Moment versäumt zu haben, als die Schmelztemperatur der Komponenten höchstwahrscheinlich gestattet hätte, sie zu bewerkstelligen.“

Bei der Präsidentschaftswahl in Frankreich 1981 war er Mitglied des Unterstützungskomitees für den Amtsinhaber Valéry Giscard d’Estaing. In seinen letzten Lebensjahren unterstützte er – ebenso wie seine Ehefrau Simone Veil – Nicolas Sarkozy. Im Januar 2013 nahm er an einer Demonstration in Paris gegen die Einführung der Ehe für alle durch die Regierung unter Präsident François Hollande teil.
Antoine Veil verstarb am späten Abend des 11. April 2013 im Alter von 86 Jahren in Paris.

## Ehrungen und Auszeichnungen
Antoine Veil war Grand Officier der Ehrenlegion und Träger des Bundesverdienstkreuzes.
Am 1. Juli 2018 wurden seine sterblichen Überreste gemeinsam mit denen seiner Ehefrau in die nationale Ruhmeshalle Panthéon in Paris überführt.

## Werke
- Antoine Pinay, Antoine Veil: Un Français comme les autres. Belfond, Paris 1984, ISBN 2-7144-1677-2 (französisch, 184 S.).
- La mémoire longue. Plon, Paris 1991, ISBN 2-259-02372-X (französisch).
- Les années de sable. Flammarion, Paris 1994, ISBN 2-08-066754-8 (französisch, 169 S.).
- Comédie française. Plon, Paris 1997, ISBN 2-259-18746-3 (französisch, 162 S.).
- Antoine Veil, Emmanuel Galiero: Salut. Alphée, Monaco 2010, ISBN 978-2-7538-0638-2 (französisch, 139 S.).